# Норвежская железнодорожная сигнализация
Норвежская железнодорожная сигнализация — система сигнализации, используемая на железнодорожном транспорте в Норвегии.
Эта система регулируется положением от 4 декабря 2001 года № 1336.
Первая система сигнализации на железных дорогах Норвегии была применена в 1893 году на станции Драммен, там был установлен первый семафор. Первый светофор с электрическими огнями появился в 1924 году.

## Сигнальные средства
- Сигнальные флаги
- Ручные сигнальные фонари
- Свистки
- Оружие
- Постоянные световые сигналы
- Фиксированная световые сигналы
- Сигнальные знаки
- Звуковые сигналы локомотивов
- Световые сигналы локомотивов и поездов

## Основные значения цветовых сигналов
- Красный — «Стоп»
- Фиолетовый — «остановиться на переезде».
- Жёлтый — «осторожность», следующий сигнал будет запрещающим.
- Зелёный — «разрешение на запуск».
- Белый — «линия свободна».

## Основные сигналы
| Сигнал | Сигнал                                                  | Значение                                                              | Где используется                                                   |
| ------ | ------------------------------------------------------- | --------------------------------------------------------------------- | ------------------------------------------------------------------ |
|        | Сигнал 20A — Остановка — красный мигающий               | Поезд должен остановиться не проезжая сигнала.                        | Главные линии, блок-участки                                        |
|        | Сигнал 20B — Остановка — два красных                    | Поезд должен остановиться не проезжая сигнала.                        | Выходные сигналы, внутренние сигналы.                              |
|        | Сигнал 21 — Проезд разрешён При проезде стрелочных улиц | Поезд может проследовать один или несколько стрелочных переводов.     | Главные линии, блок-участки, выходные сигналы, внутренние сигналы. |
|        | Сигнал 22 — Проезд разрешён При проезде стрелочных улиц | Проезд разрешён, поезд следует без отклонения по стрелочному переводу | Главные линии, блок-участки, выходные сигналы, внутренние сигналы. |

## Вспомогательные сигналы
| Изображение | Сигнал                            | Суть сигнала                                                                              |
| ----------- | --------------------------------- | ----------------------------------------------------------------------------------------- |
|             | Сигнал 23 Жёлтый мигающий         | Следующим сигналом будет запрещающий сигнал 20A или 20B                                   |
|             | Сигнал 24 Жёлтый и зелёный мигают | Следующим сигналом будет 21, необходимо принять меры по снижению скорости перед ним       |
|             | Сигнал 25: Зелёный мигающий       | Следующим сигналом будет 22, поезд будет следовать без отклонения по стрелочным переводам |